# Методије Спасовски
Методије Спасовски (Скопље, 4. фебруар 1946) бивши је југословенски и македонски фудбалер, након завршетка играчке каријере постао је фудбалски тренер.

## Каријера
Фудбалску каријеру је започео у млађим категоријама екипе скопског Јединства 1958. године. Прешао је 1963. у скопски Вардар, у чијем дресу је играо са успехом све до 1975. Одиграо је за Вардар 325 првенствених утакмица на којима је постигао 65 голова.
Каријеру је наставио у немачком Сарбрикену, од 1974. до 1977, одиграо 60 мечева и постигао 4 гола. Вратио се у свој матични клуб Вардар и ту је 1978. завршио каријеру.
Одиграо је три меча за А репрезентацију Југославије и постигао три гола. Дебитовао је 17. децембра 1968. против Бразила у Рио де Жанеиру. Од националног тима се опростио у свом родном Скопљу, са два постигнута гола 19. октобра 1969. против Белгије (резултат 4:0).
У Вардару је 1984. постављен за генералног секретара клуба, а у неколико је наврата био први тренер екипе.